# 生きててよかった
『生きててよかった』（いきててよかった）は、2022年5月13日公開の日本映画。
監督は鈴木太一、主演はプロボクサーの経歴を持つ木幡竜、アクション監督は園村健介が務めた。
脚本は、監督の鈴木が6年の構想を経て執筆した。

## キャスト
楠木創太
演 - 木幡竜
ドクターストップによって強制的に引退を強いられるボクサー。 引退を機に幸子と結婚し、セカンドキャリアを築こうと努力する。

楠木幸子
演 - 鎌滝恵利
創太の幼馴染で、彼を長く支えてきた。 現役引退を機に創太と結婚。

松岡健児
演 - 今野浩喜
創太と幼馴染で同級生。私生活では結婚し、妻と子供と３人暮らし。

新堂勇
演 - 栁俊太郎
創太のファンだと名乗る謎の男。引退した創太を地下格闘技の世界へ誘う。

コウジ
演 - 渡辺紘文
新堂勇の友人。普通に生きたいと思っている。

松岡絵美
演 - 長井短
松岡健児と結婚し、一人息子を育てる母親。 役者である健児を支える。

高田春男
演 - 黒田大輔
創太の前に現れた、幸子のセフレと名乗る謎の男。

ボクサー
演 - 松本亮
地下格闘技場で創太と対戦する相手。

剛力
演 - 三元雅芸
地下格闘技場で創太と対戦する相手。

楠木光子
演 - 銀粉蝶
創太の母親。

海藤会長
演 - 火野正平
創太が所属していたボクシングジムの会長。

その他
太田正一、竹中友紀子、高森由里子、菊地健雄、松嵜翔平、安田ユウ、近藤笑菜、能井拓海、佐久間采那、木村知貴、宇賀山大成、中谷天音、戸井田竜空、阪口麟太郎、須森隆文、大宮将司、松角洋平、笹川大輔

## スタッフ
- 監督／脚本：鈴木太一
- アクション監督：園村健介
- エンディングテーマ：betcover!!　『NOBORU』（cutting edge）
- エグゼクティブプロデューサー：小西啓介
- プロデューサー：半田健、筒井史子
- アソシエイトプロデューサー：杉本雄介
- 音楽：34423
- 撮影：高木風太
- 照明：秋山恵二郎
- 録音：岡本立洋
- 美術／装飾：中澤正英
- 持道具：三﨑茉莉子
- スタイリスト：田口慧
- ヘアメイク：田鍋知佳
- 特殊メイク：吉井亮太郎
- 助監督：平波亘
- 制作担当：日出嶋伸哉
- 編集：宮崎歩、鈴木太一
- スーパーヴァイジングサウンドエディター：伊藤晃
- 特別協力：大橋ボクシングジム
- 制作プロダクション：オフィスアッシュ、ハピネットファントム・スタジオ
- 企画製作・配給：ハピネットファントム・スタジオ